# Ještě jednou, profesore
Ještě jednou, profesore je divadelní hra Antonína Procházky, kterou napsal v roce 2000. Premiéru měla 3. února 2001 v plzeňském Divadle J. K. Tyla v režii Antonína Procházky.
Komedie sklidila všechny ceny (komedie roku 2001, nejlepší ženský herecký výkon pro Andreu Černou za roli Nataši, nejlepší mužský herecký výkon pro Antonína Procházku za roli Ivoše a divácká komedie roku) druhého ročníku pardubické přehlídky GRAND Festival smíchu 2002.
V roce 2002 hru uvedlo Východočeské divadlo Pardubice (režie Antonín Procházka, premiéra 26. a 27. října 2002 v Městském divadle).
Od roku 2006 je hra na repertoáru Divadla pod Palmovkou (režie Antonín Procházka, premiéra 5. a 6. ledna 2006).

## Děj
Profesor Ivo vyučuje ruskou literaturu a nejraději má Vojnu a mír Lva Nikolajeviče Tolstého.
Jeho manželka Ema je jiného zaměření: je také profesorka a učí německou literaturu. V manželství je nespokojená, a tak má milence Otu, kolegu jejího manžela. Otovi se svěřila, že se s Ivem nemůže rozvést, protože mu nemůže nic vytknout, ale kdyby si našel milenku, mohla by ihned podat žádost o rozvod.
Ota využije příležitosti a ukáže Ivovi inzerát na společnost zabývající se virtuální realitou. Ivo se rozhodne, že se tam půjde podívat. U počítače sedí mladý muž a nabízí Ivovi cestu kamkoli. On si vybere výlet do Tolstého Vojna a mír. Chce se seznámit s Natašou Rostovovou, do které se zamiloval. Virtuální realita mu to umožnila a on jí může obdivovat.
Vypráví jí o svém světě. Nataša je Ivem nadšená, ale on se musí vrátit do svého světa. Doma už na něho čeká Ema a jeho dvě děti Libor a Julie z prvního manželství. Julie pracuje v jedné humanitní společnosti, má společenské styky a má hodně peněz (v závěru vyplyne, že je prostitutka). Libor pracuje jako psycholog zbavující lidí závislosti.
Najednou u nich zazvonila Ivova studenka a Liborova přítelkyně v jedné osobě Katka. Vypráví, že ve Vojně a mír je něco zvláštního, že se tam najednou objevil nějaký muž, který do děje nějak nezapadá.
Ivo se pak rozhodne, že se tam vydá znova. Tentokrát v ději uběhl rok a Nataša čeká na Bolkonského. Nataša a Ivo se zase líbají, když v tom přichází Bolkonskij. Ivo prchá do svého světa, ale stalo se, že všechny důležité postavy z románu se tam ocitly také. Ivo je zděšen, neví, co s nimi, a tak je ukryje u Ota.
Ivo odejde, ale vzápětí někdo zvoní. Je to Ema. Ota chce vztah ukončit, a tak postaví Natašu vedle sebe a otvírá dveře. Mezitím se na Natašino místo postavil Bolkonskij a Ota vysvětluje, proč s Emou už nemůže být, že se zamiloval a že chce žít nový život. Ema zděšeně prchá pryč a Ota teprve teď zjišťuje, že drží za ruku ne Natašu, ale Bolkonského.
Po vyčerpávající noci Ota usne. Ráno si pro ně Ivo přichází, ale Nataša s Bolkonským už byli pryč. Ivo jde domů a tam je dcera Julie a Katka. Přichází Libor s postavami, které skončily na záchytce.
Nakonec se Nataša s Bolkovským vrací zpět do knihy, Ema se vrací k Ivovi poté, co od něho chtěla odejít a život normálně pokračuje.
O něco později se Ivo vydá opět za dobrodružstvím. Chce jít do románu Profesionální žena, ale omylem skončí v kuchařce Jiřiny Bohdalové. A zrovna v ten moment Ema vaří z této knížky rajskou omáčku a všichni si na ní pochutnávají. Jen se diví, kde se tam vzaly ty malé botičky.
Hra končí Juliiným: „Já mám tatínka tak ráda!“